# District de Darjeeling
Le district de Darjeeling (népalais : दार्जिलिङ जिल्ला) est un district de l’État indien du Bengale-Occidental.

## Géographie
Le district a une superficie de 3 149 km2 pour une population de 1 846 823 habitants en 2011, contre 1 605 900 habitants en 2001, soit un accroissement de la population de 14,85 % sur la période (2001-2011). La densité de population est de 585 habitants/km². Sa capitale est Darjeeling, qui comptait 132 016 habitants en 2011.
Kalimpong, Kurseong, Siliguri et Pedong sont les autres villes importantes du district.
La localité de Mirik s'est récemment développée autour des activités touristiques liées à son lac. Mais le principal attrait touristique reste le Darjeeling Himalayan Railway, célèbre train qui relie Darjeeling à Siliguri.
La région est avant tout particulièrement connue pour son thé. Le thé de Darjeeling a de tout temps été l'un des plus appréciés parmi les thés noirs, en particulier en Grande-Bretagne et dans les pays qui faisaient partie de l'Empire britannique.
La couverture forestière est estimée à environ 38 % de la superficie totale.
Le district est administré par le Gorkha Hill Council (en).
C'est dans le village de Naxalbari, situé non loin de frontière népalaise, qu'est né le 3 mars 1967, un mouvement révolutionnaire d'inspiration marxiste qui se répandra en quelques années sur l'ensemble du territoire indien, le naxalisme.